# Чиста продукція
Чи́ста проду́кція — 1) економ. показник обсягу виробництва підприємства в грошовому еквіваленті за певний період часу, що характеризує вартість знов створеного продукту.
Чиста продукція визначається або як валова продукція за вирахуванням матеріальних витрат і амортизаційних відрахувань, або як сума заробітної плати, витраченої на створення продукції, і прибутки підприємства від продажу проведеного товару. Чиста продукція є аналогом національного доходу на рівні підприємства.
Чи́ста проду́кція — 2) еколог. частина від загальної маси органічної речовини, яку створюють рослини, але не витрачають на своє дихання. Чиста продукція представляє 30- 60% (від валової продукції). 60% - максимум, є у водоростей.
Чиста продукція - термін, який використовувався у радянський економічній теорії та практиці. У західній економічній традиції йому близько відповідають поняття "додана вартість" (Value Added) та "чиста додана вартість" (Net Value Added) для мікроекономіки та "валова додана вартість" (Gross Value Added) для макроекономіки.